# Рон Грінвуд
Рон Грінвуд (англ. Ron Greenwood, нар. 11 листопада 1921 — пом. 9 лютого 2006) — англійський футболіст, захисник. По завершенні ігрової кар'єри — тренер.

## Клубна кар'єра
Вихованець футбольної школи клубу «Челсі».
У дорослому футболі дебютував 1945 року виступами за команду клубу «Бредфорд Парк Авеню», в якій провів чотири сезони, взявши участь у 59 матчах чемпіонату.
Своєю грою за цю команду привернув увагу представників тренерського штабу клубу «Брентфорд», до складу якого приєднався 1949 року. Відіграв за клуб з Лондона наступні три сезони своєї ігрової кар'єри. Більшість часу, проведеного у складі «Брентфорда», був основним гравцем захисту команди.
1952 року уклав контракт з клубом «Челсі», у складі якого провів наступні три роки своєї кар'єри гравця. Граючи у складі «Челсі» також здебільшого виходив на поле в основному складі команди. За цей час виборов титул чемпіона Англії.
Завершив професійну ігрову кар'єру у клубі «Фулхем», за який виступав протягом 1955—1956 років.

## Виступи за збірну
Захищав кольори другої збірної Англії. У складі цієї команди провів 1 матч.

## Кар'єра тренера
Розпочав тренерську кар'єру, повернувшись до футболу після невеликої перерви, 1961 року, очоливши тренерський штаб клубу «Вест Хем Юнайтед».
Останнім місцем тренерської роботи була збірна Англії, яку Рон Грінвуд очолював як головний тренер до 1982 року.

## Титули і досягнення

### Як гравця
- Чемпіон Англії (1):

«Челсі»: 1954-55

### Як тренера
- Володар Кубка Англії (1):

«Вест Гем Юнайтед»: 1963-64
- Володар Суперкубка Англії з футболу (1):

«Вест Гем Юнайтед»: 1964
- Володар Кубка Кубків УЄФА (1):

«Вест Гем Юнайтед»: 1964-65